# Dingdong Avanzado
Dingdong Avanzado (7 de julio de 1968, Ciudad Quezón), es un actor, cantante y compositor filipino, conocido en su país de origen como el Lírico Avanzado.
Está casado con la cantante Jessa Zaragosa, con quien tiene una hija "Jayda". Hasta el momento tiene dos álbumes discográficos.

## Discografía
- Dingdong Avanzado - Danger 2004
- Danger 2004
- Dingdong Avanzado - West Koasta Nostra
- Heated

## Síngles
- Debes saber ahora
- El momento
- Walang Kapalit
- Na de Sana Tayo
- Na de Paalam
- Ngayong Pasko
- Maghihintay Sa'yo
- El amor es aquí permanecer
- Kay Tagal Tagal
- Apenas porque
- Basta't Kasama Kita
- Mucho más de largo
- Na Ang Lahat de Mangyari
- Kung Maibabalik
- El deseo podría
- Al amor otra vez
- Con los ojos cerrados

- Datos: Q5278183